# Industrie Meccaniche e Aeronautiche Meridionali - IMAM
Industrie Meccaniche e Aeronautiche Meridionali - IMAM fue una empresa aeronáutica italiana con sede en Nápoles. Fundada en 1923 por el ingeniero y empresario Nicola Romeo, en un principio bajo su propia marca OFM - Aeroplani Romeo Napoli y más tarde en 1934 como Società Anonima Industrie Aeronautiche Romeo - IAR. Fue adquirida e integrada en 1936 en el grupo industrial Società Italiana Ernesto Breda como Industrie Meccaniche e Aeronautiche Meridionali - IMAM. 

## Historia
La Società i.a.s Ing. Nicola Romeo e Co. (1911-1922)
En 1909 los establecimientos del barrio milanés de Portello de la Societá Italiana de Automobili Darracq (filial italiana de la marca francesa Darracq ) fueron relevados por un grupo de emprendedores locales, quienes fundaron la Anonima Lombarda Fabbrica Automobili (ALFA) en 1915. A todo ello, en 1906, el ingeniero Nicola Romeo a su regreso a Italia, después de trabajar para otras empresas de prestigio, en 1911, funda junto a otros inversores la Società in accomandita semplice Ing. Nicola Romeo e Co. empresa que, fabricaba e importaba máquinas y equipos para la industria ferroviaria y minera. Cuando la empresa tuvo éxito, quiso expandirse y adquirió la mayoría de las acciones de la compañía de fabricación de automóviles ALFA. Tres años después, en 1918, Romeo  obtuvo el control de toda la empresa que, pasó a llamarse Anonima Lombarda Fabbrica Automobili Romeo. Su sociedad, que había absorbido también las compañías Costruzioni Meccaniche di Saronno, Officine Meccaniche Tabanelli de Roma y Officine Ferroviarie Meridionali OFM de Nápoles, cambió su nombre por Società Anonima Ing. Nicola Romeo e Co. Romeo buscó la forma de fusionar sus dos empresas, lográndolo finalmente en 1920, para constituir la actual Alfa Romeo.
OFM – Aeroplani Romeo (1923-1934)
El ingeniero Romeo, tras el éxito obtenido por el grupo industrial Fiat con su subsidiaria Fiat Aviazione , decidió reconvertir parte de los talleres de Nápoles al sector de producción aeronáutica; a partir de 1923 produjo para Fiat bajo subcontrata, un número de unidades del caza sesquiplano Fiat CR.1 .
En 1925 compró los derechos de producción bajo licencia a la empresa holandesa Fokker de su biplano Fokker C.V , y que la empresa italiana utilizaría para crear los Romeo Ro.1 y Ro.1bis, un biplano de reconocimiento y bombardeo ligero para la Regia Aeronautica que voló por vez primera en 1926 y cuya producción que alcanzó las 349 unidades comenzó en marzo de 1927. También se adquiere la licencia para la construcción del trimotor comercial de mayor éxito en los años veinte, el Fokker F.VIIb/3m designado como OFM Ro.10, y que fue operado por las aerolíneas Avio Linee Italiane y Ala Littoria . También bajo licencia, fabricó componentes para Fiat Aviazione hasta el nacimiento, en 1927, de la nueva sociedad anónima que comenzó a producir aparatos de diseño propio y continuó la producción en un principio bajo su propia marca OFM - Aeroplani Romeo Napoli.
En 1926 nació en Pomigliano d'Arco , Nápoles la fábrica de aviones denominada de manera no oficial, aunque sus aviones estaban rotulados con dicha designación, OFM – Aeroplani Romeo. En 1927, se produjo una crisis debido a la quiebra de la Banca Italiana di Sconto, que poseía la mayoría de las acciones de la empresa que, estuvo a punto de liquidarse debido a una serie de malas inversiones. La necesidad de cambios drásticos, hizo que las relaciones entre Nicola Romeo y la junta directiva se deterioraran; durante una tensa reunión, se exigió a Romeo que abandonara la empresa, aunque el nuevo director general Pasquale Gallo lo convenció de que renunciara a la dirección de la empresa y permaneciera como presidente; al ser en sí, un mero cargo honorífico, Romeo dejó oficialmente la Fabbrica Automobili Romeo de Milán en 1928.
Aún así, todavía posee el control de otras empresas, por lo que siguiendo su plan de construir aviones de diseño propio, Nicola Romeo contrata como jefe de la oficina de diseño aeronautico dependiente de la Officine Ferroviarie Meridionali - OFM en Pomigliano d'Arco, al ingeniero aeronautico Alessandro Tonini , persona con una gran experiencia adquirida trabajando en el diseño de muchos exitosos modelos de hidrocanoas y aeroplanos para la compañía Aeronautica Macchi .
Sin embargo, el primer diseño -y último- para la firma de A.Tonini, que se retira en 1929 aquejado de una enfermedad, y con una producción a partir de 1930 considerable fue el OFM Romeo Ro.5.
Tras el éxito de los biplanos de observación anteriores, a partir de 1934 se construyó un número limitado del OFM Ro.30 diseñado por G. Galasso; era un Ro.1 mejorado con cabina cerrada, una torreta defensiva y mejor motor. Fue rechazado y no fue elegido para la producción en serie; sin embargo, algunos aviones entraron en servicio con los escuadrones de reconocimiento de la Regia Aeronautica. Aun así, OFM después del modesto éxito del Ro.30 diseñó un nuevo avión, el Ro.37. Este era un biplano biplaza de reconocimiento y bombardeo ligero de construcción mixta, propulsado por un motor en línea V12 Fiat A.30 R.A. de 600 hp, que realizó su primer vuelo en 1933 y fue puesto en servicio en 1935. La aeronave se fabricó hasta 1939 con un total de 569 ejemplares (237 Ro.37 y 332 Ro.37bis), y hacia 1940 la Regia Aeronautica tenía 17 escuadrones equipados con este avión. De hecho, el Ro.37 continuó siendo utilizado como avión de reconocimiento durante años, ya que su reemplazo, el Caproni Ca.311, resultó insatisfactorio.
El 27 de octubre de 1934, Romeo separó la producción ferroviaria y aeronáutica de OFM, creando la Società Anonima Industrie Aeronautiche Romeo - IAR.
Todos los modelos de aeronaves OFM a partir de 1925 han sido erróneamente catalogados como producidos por IMAM, que fue el sucesor de OFM. Las aeronaves producidas en Nápoles por OFM a partir de 1925 llevaban frecuentemente el logo OFM y la inscripción Aeroplani Romeo estarcida en algún lugar de la estructura. Todas las aeronaves construidas por la compañía eran conocidas popularmente como OFM y "Romeos", pero todas, llevaban el prefijo de designación Ro. Por ejemplo, uno de los (6) Ro.37 "encontrado" en el Afganistán tenía una placa de datos remachada en el panel de instrumentos de la cabina con el nombre de la compañía constructora: "Aeroplani Romeo - SA Industrie Aeronautiche Romeo". 
Industrie Meccaniche e Aeronautiche Meridionali - IMAM (1936-1943)
En 1935, OFM (el taller ferroviario) es adquirido por la Società Italiana Ernesto Breda, y poco después, en 1936 la división aeronáutica de la misma empresa, la SA Industrie Aeronautiche Romeo. La sociedad Breda fusionó las dos empresas en una sola organización subsidiaria el 1 de octubre de 1936, que a partir de entonces, fue conocida como Industrie Meccaniche e Aeronautiche Meridionali - IMAM y sus diseños y aeroplanos construidos identificados con el acrónimo IMAM Ro.; aumentando la capacidad de producción en el ámbito aeronáutico de grupo industrial; no obstante, detentada principalmente por la larga lista de modelos producidos por la compañía madre y designados con el nombre Breda.

## Productos
Aeronaves OFM - Aeroplani Romeo - IAR
OFM Ro.1
Biplano Fokker C.VE construido bajo licencia con la primera entrega en marzo de 1927. Motor radial Alfa Romeo Jupiter de 420 hp (310 kW)
OFM Ro.1 Ridotto
(finales de 1927) Versión de caza del OFM Ro.1 con envergadura reducida (12,5 m). 1 prototipo.
OFM Ro.1bis
Versión propulsada por Piaggio P.VIII de 500 hp (373 kW) con hélice cuatripala. 132 construidos.
OFM Ro.5
(1929) biplaza de turismo, enlace y entrenamiento. Motor radial Fiat A.50 de 105 hp (78 kW); cabina abierta.
OFM Ro.5bis
(1929) Versión caracterizada por un techo largo que cerraba las dos cabinas
OFM Ro.6
(1929) versión del Ro.5 con motor Walter de 85 hp.
OFM Ro.10
(1929) Fokker F.VIIb/3m bajo licencia. Tres motores Alfa Romeo Lynx de 215 hp (158 kW). Se construyeron tres para operar con Avio Linee Italiane y Ala Littoria .
OFM Ro.25
(1930) Entrenador biplano monoplaza. Fue el primer avión diseñado por el ingeniero Giovanni Galasso para OFM, sucesor en el cargo de A. Tonini. Dos prototipos.
OFM Ro.26
(1931) Prototipo entrenador básico biplano biplaza. Uso como avión terrestre (Ro.26) o como hidroavión (Ro.26 Idro). Motor Alfa Romeo Lynx.
OFM Ro.30
(1932) Biplano de reconocimiento de tres plazas. Motor Alfa Romeo Mercurius de 530 hp o Piaggio P.VIII. Se construyeron unos pocos.
OFM Ro.35
  (1933) Planeador monoplaza, envergadura 14,5 m. Un único ejemplar.
OFM Ro.37
(1933) Biplano de reconocimiento y bombardero ligero biplaza. Motor lineal V12 Fiat A.30 R.A. de 600 hp (447 kW). 294 construidos.
OFM Ro.37bis
(1933) Biplano biplaza de bombardero ligero y reconocimiento. Motor radial Piaggio Stella P.IX R.C.40 de 610 hp. 325 construidos.
OFM Ro.41 (Industrie Aeronautiche Romeo IAR Ro.41)
(1934) Entrenador básico y acrobático, originalmente diseñado y producido por OFM, más tarde SA Industrie Aeronautiche Romeo - IAR y posteriormente continuado bajo IMAM. Motor Piaggio P.VIII.
OFM Ro.43 (IAR Ro.43)
(1934) Hidroavión de reconocimiento embarcado y basado en tierra de flotador simple. Motor radial Piaggio P.X R. 150 unidades
IAR Ro.45
(1935) Desarrollo del Ro.37. Motor lineal V12 Isotta Fraschini Asso XI R.C.40 de 596 kW/799 hp. Un prototipo 
Aeronaves Industrie Meccaniche e Aeronautiche Meridionali - IMAM
IMAM Ro.37 Lince
(1936) Nueva designación del OFM Ro.37
IMAM Ro.41
(1936) Nueva designación del IAR Ro.41
IMAM Ro.43
(1936) Nueva designación del IAR Ro.43
IMAM Ro.44 Octopus
(1936) Hidroavión de caza. Motor radial de 9 cilindros Piaggio Stella P.X R. 35 unidades
IMAM Ro.51
(1937) Monoplano monomotor de caza (prototipo). Motor radial de 14 cilindros Fiat A.74 R.C 38 de 618 kW/852 hp. Dos unidades
IMAM Ro.57bis
(1939) Monoplano bimotor monoplaza de ataque táctico. Motores Fiat A.74 R.C 38. 50 unidades
IMAM Ro.63
(1940) Monoplano en parasol monomotor STOL de reconocimiento y enlace. Motor lineal V8 invertido Hirth HM 508D de 276 hp/206 kW. Seis unidades
IMAM Ro.58
(1942) Monoplano bimotor biplaza de ataque táctico. Desarrollo del Ro.57bis. Motores Daimler-Benz DB 601 . Un prototipo
En 1948 IMAM y OFM son integradas en la Società Finanziaria Meccanica - Finmeccanica, principal sociedad financiera del IRI (Istituto per la Ricostruzione Industriale) denominándose a partir de 1950 con el nombre de Costruzioni Aeronautiche e Ferroviarie -  Aerfer.